# Lebed
Lebed je priimek več oseb:
- Aleksander Ivanovič Lebed (1950 - 2002), ruski general in politik
- Mihail Petrovič Lebed, sovjetski general